# SOS sekvence
Sekvence SOS ("SOS boxes, SOS boxy") je oblast promotoru různých genů, na které se váže LexA represor. Při navázání má účinky na transkripci bílkovin indukovaných při mechanismu SOS odpovědi. SOS sekvence, je tedy využívána například po dokončení opravy DNA na místě poškození. V přítomnosti narušení DNA je vázání LexA neaktivní a to díky přítomnosti RecA aktivátoru. Sekvence SOS jsou odlišné vzhledem k tomu v jakém organismu se nachází. Lze i nalézt více než jednu SOS sekvenci v jednom promotoru (kdy se především jedná o duální SOS box).

## Příklad SOS sekvencí
| Fylogeneticky příbuzní                  | Sekvence                  | Reference   |
| --------------------------------------- | ------------------------- | ----------- |
| Alfaproteobacteria                      | GAAC(N)7GAAC GTTC(N)7GTTC | [ 1 ] [ 2 ] |
| Betaproteobacteria, Gammaproteobacteria | CTGT(N)8ACAG              | [ 3 ]       |
| Deltaproteobacteria                     | CTRHAMRYBYGTTCAGS         | [ 4 ]       |
| Grampozitivní bakterie                  | CGAACRNRYGTTYC            | [ 5 ] [ 6 ] |
| Sinice                                  | RGTAC(N)3DGTWCB           | [ 7 ]       |